# Anggun
Anggun Cipta Sasmi (uttal: [aŋˈɡun ˈt͡ʃipta ˈsasmi]), bättre känd som enbart Anggun, född 29 april 1974 i Jakarta i Indonesien, är en indonesisk sångerska-låtskrivare, musikproducent och filantrop. Hon började uppträda som sjuåring och släppte ett barnalbum två år senare. 1986 samarbetade hon med den indonesiska kompositören Ian Antono, vilket ledde till hennes första rockinfluerade album kallat Dunia Aku Punya. Hon fortsatte att nå nationella framgångar med singeln "Mimpi" från 1989, som senare kom med på Rolling Stones lista över de 150 bästa låtarna i Indonesiens musikhistoria. Anggun fortsatte sin indonesiska karriär med en rad framgångsrika album och singlar, vilka etablerade henne som en av landets mest framgångsrika artister.
Anggun lämnade Indonesien 1994 för att satsa på en internationell karriär. Efter två år i London utan att bli uppmärksammad träffade hon den franske kompositören Erick Benzi, som erbjöd henne ett skivkontrakt med Sony Music Entertainment. Angguns internationella debut Snow on the Sahara gavs ut i 33 länder mellan 1997 och 1998. Albumet innehöll sångerskans internationella signaturhit "Snow on the Sahara" som nådde förstaplatsen i flera länder. Efter sitt genombrott har Anggun gett ut ytterligare fyra studioalbum utgivna på franska och engelska samt ett soundtrackalbum till den danska filmen Älskar dig för evigt från 2002. Hon har samarbetat med en rad av artister aåsom Julio Iglesias, Peter Gabriel och Pras.
Anggun har beskrivits som ett "asiatiskt popfenomen" och flera av hennes album har certifierats guld eller platina i flera europeiska länder. Hon är den första indonesiska artisten att ta sig in på USA:s topplistor och rankas som den bäst säljande asiatiska artisten utanför Asien. Anggun har mottagit flera priser och nomineringar för sin musik, däribland Ordre des Arts et des Lettres av den franska kulturministern. I Asien har hon uppmärksammats för att vara en bra förebild för unga kvinnor och mottagit priserna Cosmopolitan Asia Woman Award och Woman Inspired Award. Utöver satsningarna inom musik har hon ägnat mycket av sin tid till humanitära ändamål och blivit utsedd till global FN-ambassadör två gånger. Anggun representerade Frankrike i Eurovision Song Contest 2012 i Baku i Azerbajdzjan med låten "Echo (You and I)" där hon kom hon på en 22:a plats.

## Liv och karriär

### Tidiga år och nationell karriär (1974–1993)
Anggun är den första av två döttrar till Darto Singo (en textförfattare) och Dien Herdina (en hemmafru från den kungliga Yogakartansläkten). Hon föddes i Jakarta i Indonesien den 29 april 1974 och en ungefärlig översättning av hennes namn blir "elegans som ur en dröm" på balinesiska. Trots att Angguns familj hade en muslimsk tro gick hon i katolsk skola för att få bättre undervisning. Vid sju års ålder började Angguns pappa att undervisa henne i sång; hon övade varje dag och lärde sig flera olika sångtekniker. För att kunna få en karriär inom musik började Angguns mamma som manager åt sin dotter och hennes jobb blev att acceptera erbjudanden om uppträdanden och handhavande av olika kontrakt. När Anggun var nio år gammal började hon skriva låtar till ett barnalbum.
Innan tonåren exponerades Anggun för rockmusik och artister såsom Bon Jovi, Guns N' Roses och Megadeth. 1986, vid tolv års ålder, släppte hon sitt första officiella studioalbum kallat Dunia Aku Punya. Albumet producerades av Ian Antono, en framstående indonesisk rockmusiker, men albumet misslyckades med att riktigt etablera Anggun på musikmarknaden. De första stora framgångarna kom tre år senare med singeln "Mimpi", en rockballad som kom att rankas som en av de 150 bästa låtarna i Indonesiens musikhistoria av tidskriften Rolling Stone Indonesia. Angguns berömmelse fortsatte att öka med senare singlar, mest noterbart låten "Tua Tua Keladi" (1990) som blev hennes populäraste hit i Indonesien. Efter en rad framgångsrika musiksinglar släpptes albumen Anak Putih Abu Abu (1991) och Nocturno (1992). Den senare gav henne priset Most Popular Indonesian Artist 1990–1991.
1992, under en av sina nationella turnéer, påbörjade hon en relation med fransmannen Michel Georgea, som också var aktiv i musikbranschen; Anggun hade träffat Georgea ett år innan i Kalimantan. Paret gifte sig och rykten började cirkulera i den indonesiska kvällspressen att Angguns föräldrar var starkt emot giftermålet då de ansåg att hon var för ung. Georgea blev Angguns manager. Följande år blev hon den yngsta indonesiska sångerskan att grunda ett eget skivbolag, Bali Cipta Records, och tog total kontroll över den kreativa aspekten på kommande albumprojekt. 1993 släppte hon sitt sista nationella studioalbum, Anggun C. Sasmi... Lah!!!, som framhävde hiten "Kembalilah Kasih (Kita Harus Bicara)". Vid nitton års ålder hade Anggun sålt över fyra miljoner skivor i Indonesien och blivit en av landets mest framgångsrika artister. Trots detta började Anggun känna sig rastlös och missnöjd med sina bedrifter och hon började fundera på en internationell karriär. Vid en tillbakablick mindes sångerskan: "[Vid tidpunkten] var jag tjugo år. Jag hade gjort fem album. Jag hade grundat ett skivbolag. Jag hade producerat mitt sista album och dessutom arbetat med indonesiska artister. En dag sa jag till mig själv: 'Jag är trött på det här! Jag kan inte åstadkomma mer än jag redan har. Här finns det inga utmaningar längre'."

### Flytten till Europa (1994–1996)
"Jag drömde om att ha en internationell karriär, men musikproducenter vill inte komma ända till Indonesien för att leta talanger när begåvade människor redan fanns i hemlandet. Jag var istället tvungen att ta mig till dem. Jag var väldigt nyfiken på västvärlden och förändringen var nyttig för mig. I Indonesien har vi inte lika stort flöde av information; den kommer vanligtvis från ett ställe. Internet var inte heller lika stort som det är i dagens samhälle."
1994 släppte Anggun ett samlingsalbum, Yang Hilang, som innehöll många av hennes tidigare hits. Därefter sålde hon sitt skivbolag för kunna finansiera en flytt till Europa. Efter att ha lämnat sin indonesiska karriär bakom sig för en osäker framtid flyttade Anggun och hennes man till London, där de kom att bo under ett år. Vid en tillbakablick i en intervju 2006 avslöjade Anggun att flytten till Europa blev en kulturell chock för henne och hon kämpade för att hålla ihop ekonomin. "Jag trodde att pengarna från skivbolaget skulle vara tillräckligt [för ett liv i London], men jag började alltmer att förlora pengar. Det kostade jättemycket att bara äta och åka taxi! Till slut var jag tvungen att ta bussen när jag ville åka nånstans och gå in på klubbar och introducera mig som sångare." Anggun avslöjade att hon också var tvungen att ändra sig själv från att vara en blyg, återhållsam och "riktig" indonesisk kvinna till att vara en ogenerad, orädd och "falsk" indonesisk kvinna.
Hon började att skriva och spela in demolåtar, men efter några månader hade de låtar som hon skickat till olika skivbolag ännu inte lett till något kontrakt. Anggun förstod så småningom att en karriär i England aldrig skulle bli av och funderade istället på att flytta till Nederländerna; hon flyttade istället till Frankrike. 1996 började en internationell karriär ta form när hon träffade musikproducenten Erick Benzi som tidigare gjort sig känd med artister såsom Celine Dion, Jean-Jacques Goldman och Johnny Hallyday. Benzi var imponerad av Angguns talang och erbjöd snabbt henne ett skivkontrakt. Senare samma år skrev hon på för Columbia Records och Sony Music Entertainment. Anggun, som aldrig hade pratat franska förut, började på snabbkurser vid Alliance Française för att senare börja spela in låtmaterial med Benzi, Jacques Veneruso, Gildas Arzel och Nikki Matheson.

### Snow on the Saharaoch det internationella genombrottet (1997–1999)

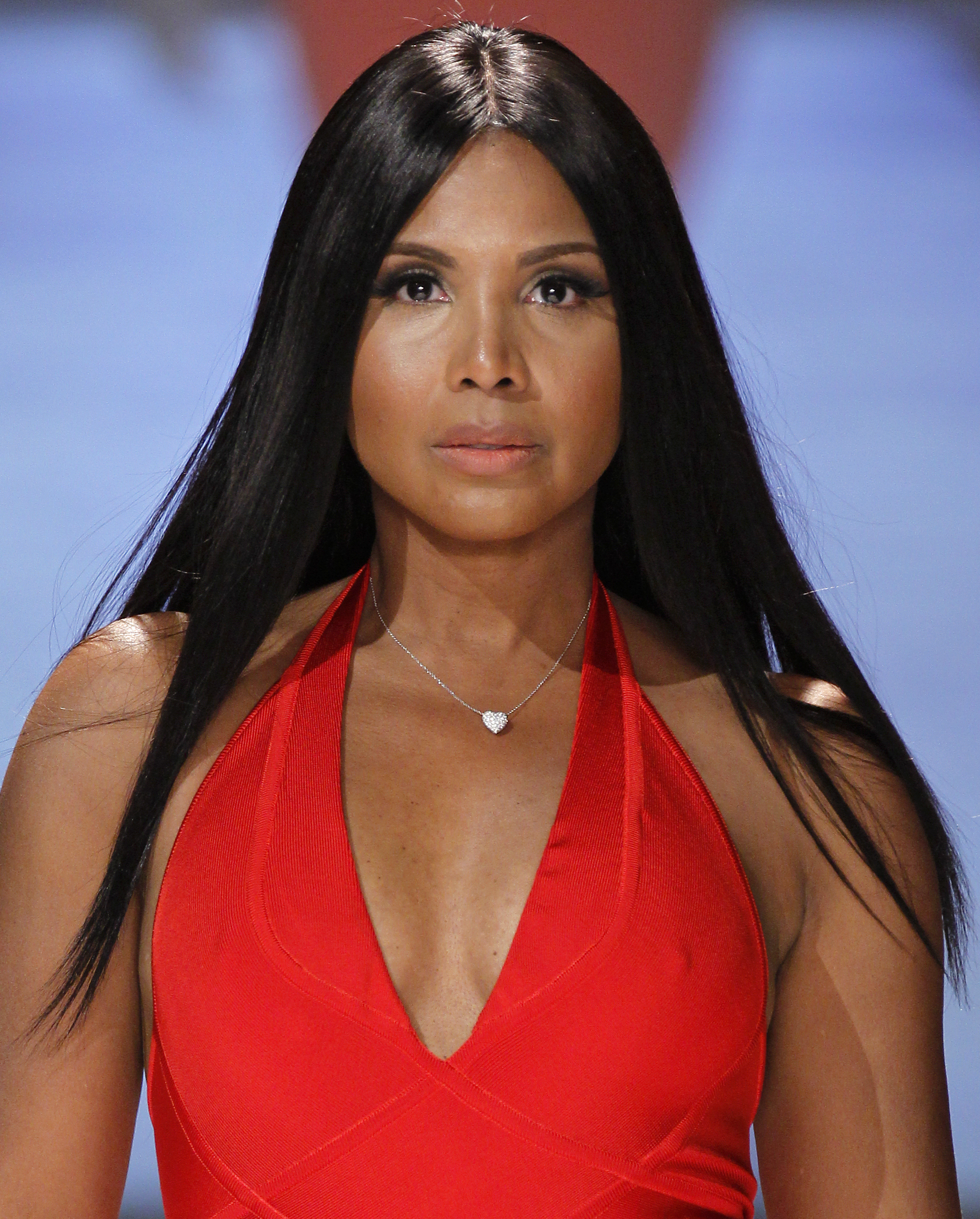
Angguns genombrott med Snow on the Sahara ledde till att hon fick vara förband åt Toni Braxton (på bilden) och The Corrs.

I juni 1997 hade Anggun arbetat fram sitt debutalbum Snow on the Sahara. Två versioner av albumet spelades in: en på franska och en på engelska. Inspelningen innebar en stor artistisk skillnad jämfört med sångerskans tidigare rockstil och det nya albumet experimenterade mer med världsmusik och adult contemporary. I en intervju beskrev Anggun albumets innehåll som en "sammansättning av alla musikaliska stilar som jag växt upp med. Jag vill introducera Indonesien, men på ett progressivt vis i låttexter, i soundet och huvudsakligen genom mig." Albumets huvudsingel, titelspåret "Snow on the Sahara", gavs ut internationellt under hösten. I Indonesien blev låten en superhit som nådde förstaplatsen och stannade där i flera veckor; även i Frankrike blev singeln framgångsrik och toppade landets lista över antal radiospelningar. På landets officiella singellista klättrade låten till en 16:e plats. "Snow on the Sahara" kom att bli den mest spelade musiksingeln i landet under året, med totalt cirka 7 300 spelningar hos radiostationerna. Detta gör den till Angguns hittills mest framgångsrika låt där. I många länder i övriga Europa hade singeln likartade framgångar. I Malaysia  och flera andra asiatiska länder nådde singeln en förstaplats och likaså i Italien och Spanien. I Storbritannien nådde singeln topp-fem på landets danslista UK Dance Chart. I Finland nådde låten en 20:e plats på landets officiella singellista. Även i Belgien, Schweiz och Tyskland rankades låten högt, vilket gjorde Anggun till ett "popfenomen" och den första asiatiska artisten med en singel som nått sådan framgång inom mainstreamen. På den Nordamerikanska marknaden gavs singeln ut via Epic Records, men i USA misslyckades den att ta sig in på Billboard Hot 100. Låten hade någorlunda framgång på landets förgreningslistor och tog sig till en 16 respektive 22 placering på Billboards Dance Club Play och Adult Top 40. Detta gjorde Anggun till den första sångaren från Asien med en singel över topp-fyrtio på landets singellistor.
Angguns debutalbum släpptes slutligen internationellt den 26 maj 1998 och albumet gavs ut i 33 länder i Asien, Europa och Nordamerika. I både Indonesien och Malaysia toppade albumet försäljningslistorna. För den asiatiska musikmarknaden inkluderades den indonesiska låten "Kembali" som samtidigt gavs ut som en singel och blev en hit i regionen, vilket ytterligare ökade försäljningssiffrorna av albumet. I Frankrike nådde Snow on the Sahara en 34:e plats på den franska albumlistan och sålde över 150 000 exemplar i både Frankrike och Belgien. Anggun mottog priset Victoires de la musique (Frankrikes motsvarighet till en grammis) i kategorierna "Årets nykomling" respektive "Årets bästa artist". Även i övriga delar av Europa hade Angguns debut stora framgångar, mest noterbart i Italien där albumet nådde en 7:e plats. I USA  misslyckades dessvärre Snow on the Sahara att ta sig in på albumlistan Billboard 200, men klättrade ändå till en 23:e plats på Top Heatseekers med 200 000 exemplar skickade till affärer; detta gjorde den till en av de bästsäljande albumen i landet av en asiatisk artist. Musikkritikernas reaktioner på albumet var övervägande positiva. Stephen Thomas Erlewine vid Allmusic betraktade albumet som en "lovande debut" och sade att "hon [Anggun] illustrerar tillräckligt med fullfjädrad talang på ett album. Hon handskas med kraftfulla ballader, latinamerikansk pop och danspop på Snow on the Sahara och visar att hon klarar av många olika musikstilar på ett ganska bra sätt." Albumet sålde över 1,5 miljoner exemplar internationellt och mottog därför en Diamond Export Sales Award.
Under större delen av 1998 var Anggun på en intensiv turné i USA för att marknadsföra sitt album och hon uppträdde som förband åt Toni Braxton och The Corrs. Hon uppträdde även på den kanadensiska festivalen Lilith Fair tillsammans med Sarah McLachlan och Erykah Badu. Anggun fick stor uppmärksamhet i de amerikanska tidskrifterna Rolling Stone och Billboard. Hon var gäst på flera pratshower, däribland The Rosie O'Donnell Show, Sessions at West 54th och hon intervjuades av CNN WorldBeat. Albumets andra singel, "A Rose in the Wind" blev en ytterligare listetta i Indonesien och Malaysia. I Tyskland blev låten sångerskans största hit till dags dato och i Italien blev den en topp-tjugo hit. Hennes tolkning av David Bowies låt "Life on Mars?" gavs ut som en marknadsföringssingel i USA medan låten "Dream of Me" gavs ut som singel i Japan.

### Chrysalisoch soundtracks (2000–2003)

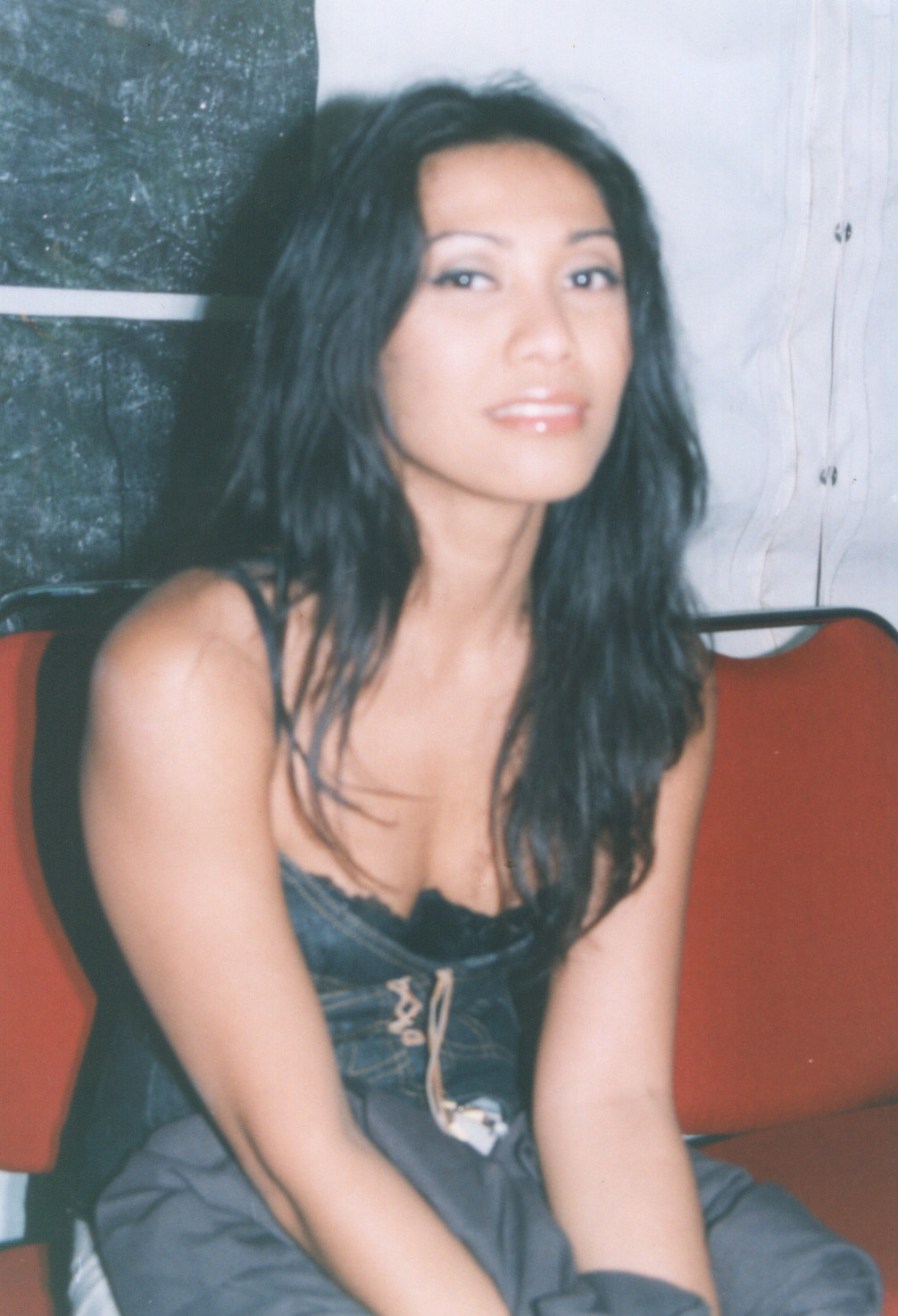
Anggun efter en konsert i Yogyakarta, Indonesien 2003.

Efter att Anggun och Michel Georgea 1999 gått skilda vägar efter sju års äktenskap började sångerskan att arbeta på sitt andra studioalbum som hon färdigställde i mitten av 2000. Liksom på föregångaren Snow on the Sahara jobbade Anggun med musikkompositören Erick Benzi på majoriteten av albumets innehåll. Huvudsingeln från albumet var poplåten "Still Reminds Me", där hon sjunger om nostalgi och ånger över en misslyckad relation. Låten hade ett stort antal radiospelningar i både Europa och Asien. "Still Reminds Me" blev hennes tredje listetta i Indonesien efter att hon startade sin internationella karriär och hennes tredje topp-tjugo hit i Italien. Låten nådde också topp-fem på listan Music & Media European Border Breakers, förstaplatsen i Malaysia och även förstaplatsen på Asia United Chart. I Frankrike tog sig aldrig "Still Reminds Me" in på landets singellista och företräddes av albumets första singel, den tropiska "Un geste d'amour". Denna låt blev inte heller någon större framgång i landet.
Sångerskans andra studioalbum vid namn Chrysalis släpptes den 12 december 2000. Albumet utgjorde ett stort artistiskt kliv jämfört med föregångaren och innehöll material som hämtade inspiration från R&B och syntpop. Albumet gavs ut i femton länder samtidigt, men hade dessvärre aldrig något lanseringsdatum i USA på grund av de låga försäljningssiffrorna av hennes debutalbum. Chrysalis blev en ytterligare framgångsrik internationell release för Anggun och i Indonesien nådde albumet förstaplatsen. I Italien blev albumet sångerskans andra topp-tio hit på landets albumlista, men i Frankrike och Schweiz hade albumet dessvärre avsevärt lägre listpositioner än sin föregångare; sammanlagt sålde albumet runt 30 000 kopior i det Frankrike. Albumets tredje singel, och även titelspår, "Chrysalis" gavs ut 2000. Låten misslyckades att ta sig in på Indonesiens eller Frankrikes singellistor, men klättrade till en 39:e plats i Italien. Albumspåret "Tears of Sorrow" gavs ut som en marknadsföringssingel en tid senare. Samma år mottog Anggun priset Cosmopolitan Asia Woman Award för sin strävan efter att vara en förebild för unga asiatiska kvinnor.
Detta år fick Anggun även en inbjudan av Vatikanen att uppträda på deras julkonsert tillsammans med Bryan Adams och Dionne Warwick. Under kvällen framförde sångerskan sin tolkning av "Have Yourself a Merry Little Christmas" och den aktuella singeln "Still Reminds Me". Hennes och de andra artisternas uppträdanden under den konserten inkluderades på samlingsalbumet Noël au Vatican. Följande månad gav sig sångerskan ut på turné i Asien och Europa. Turnén innehöll hennes första framträdande i Frankrike den 1 februari 2001 vid Le Bataclan. Världsturnén avslutades den 30 april i Kallang Theater i Singapore. Under samma period samarbetade sångerskan med flera artister, spelade in låtar till välgörenhetsalbum och skapade filmmusik. Detta innefattade bland annat ett gästinhopp på DJ Cams danslåt "Summer in Paris" som blev en hit på nattklubbar i Europa och inkluderades på hans album Soulshine (2001). Anggun samarbetade även på en engelsk-indonesisk låt vid namn "Deep Blue Ocean" tillsammans med gruppen Deep Forest och ytterligare tre samarbeten 2003 med de italienska rockmusikerna Piero Pelù, Serge Lama och Tri Yann. Anggun började även engagera sig i välgörenhet och spelade in låtar till välgörenhetsalbumen Echoes of the Earth (2000), Les voix de l'espoir (2001) och Gaia (2002), där den senare innehöll duetten "World" med Zucchero. Hennes duett med  Piero Pelù på den engelsk-italienska låten "Amore Immaginato" blev en stor hit i landet och låg etta på landets radiolista i över två månader.
2001 och 2002 deltog Anggun i två skandinaviska filmer. Hon bidrog med låten "Rain (Here Without You)" till Anja & Viktor (2001) och spelade in låtar till ett helt soundtrackalbum till den danska filmen Älskar dig för evigt (2002). Till soundtrackalbumet, Open Hearts, arbetade sångerskan med de två danska kompositörerna Jesper Winge Leisner och Niels Brinck. Låten "Open Your Heart" gavs ut som en marknadsföringssingel i norden och utan någon musikvideo eller något uppträdanden klättrade låten ändå till en 51:e plats på Norges singellista VG-lista; detta blev sångerskans första singel att ta sig in på den topplistan. Låten nominerades även till en Robert Award (den danska motsvarigheten till Academy Awards). Låten "Counting Down" gavs ut som albumets andra singel och blev en topp-tio hit på Indonesiens radiolista. Angguns samarbete med Sony Music avslutades 2003 på grund av skivbolagets omstrukturering och sammanslagning med BMG Music. Sångerskan flyttade till Montreal i Kanada där hon träffade juristen Olivier Maury. 2004 gifte sig Anggun och Maury vid en privat vigselceremoni på Bali.

### LuminescenceochBest of Anggun(2004–2006)

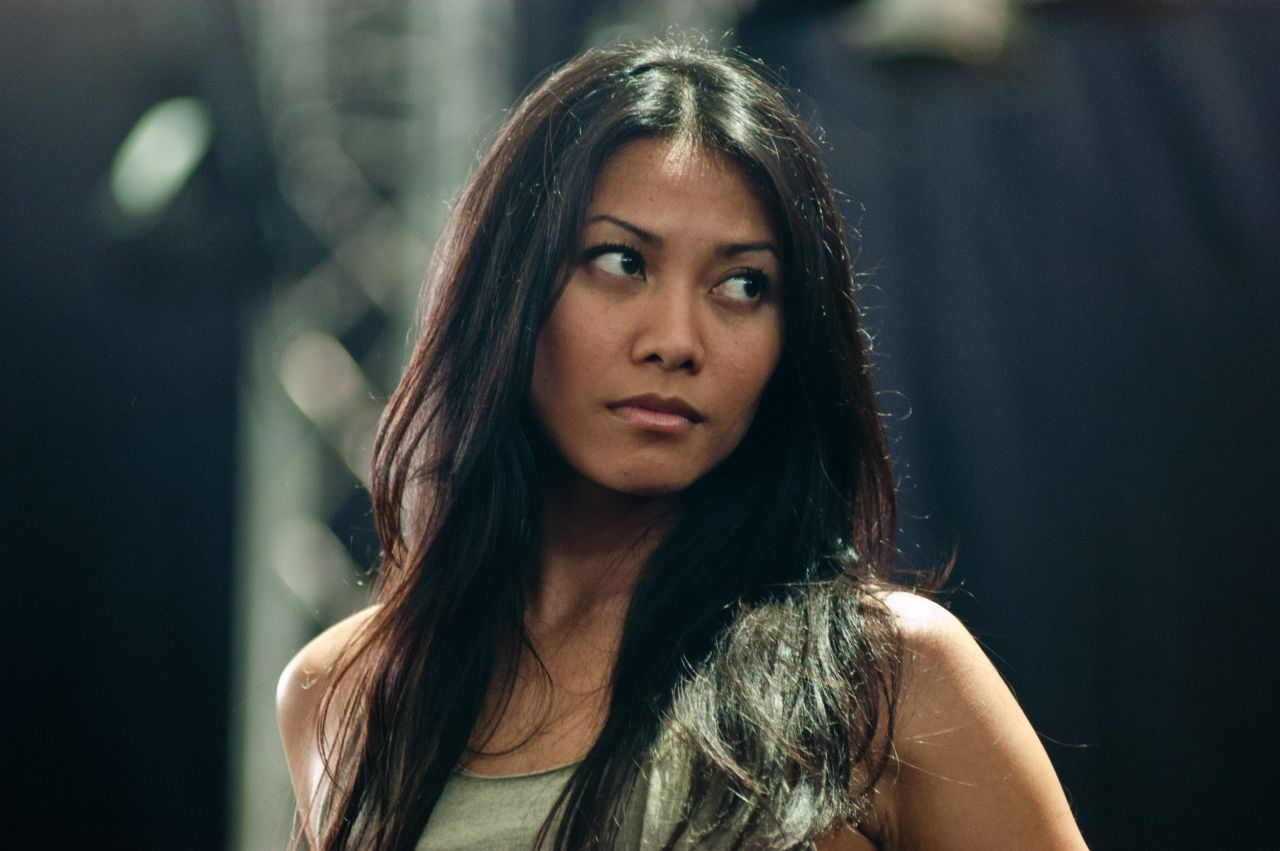
Anggun under en konsert vid fête de l'Espoir i Schweiz den 26 maj 2005.

2004 återvände Anggun till Frankrike och skrev på för Herben Music, ett självständigt skivbolaget under Sony BMG och Universal Music. Hon började skriva låtar till ett nytt album tillsammans med producenterna Jean-Pierre Taieb och Frederic Jaffre. Anggun, som skriver alla sina låtar på engelska, fick hjälp att översätta dem med låtskrivare som Jean Fauque, Lionel Florence, Tété och Evelyn Kral. I slutet av 2004 släpptes Angguns första solosingel på närmare fyra år. Den rytmiska, mellanöstern-inspirerade "In Your Mind" skrevs av Taieb och komponerades av Fbcool. Låten blev en stor hit och utmärkte början på några av Angguns mest framgångsrika år i karriären. "In Your Mind" nådde toppen på Indonesiens singellista där den blev sångerskans femte listetta. I Frankrike blev låten sångerskans största hit sedan "Snow on the Sahara" från 1997. Låten nådde andraplatsen på landets radiolista och utsågs till den populäraste singeln 2004 av Radio France Internationale. I Bulgarien blev singeln Angguns hittills mest framgångsrika utgivning och klättrade till en 13 plats på landets singellista. I Belgien blev detta sångerskans första singel att ta sig in på singellistan sedan 1997. En senare singel, "Être une femme", var den första franskspråkiga versionen som tog sig in på Schweiz singellista och nådde där en 58:e plats.
Sångerskans tredje internationella album, Luminescence, gavs ut i februari 2005. På albumet syntes en stiländring och det förmedlades en mer sensuell image av Anggun än tidigare. I Europa blev albumet snabbt Angguns bästsäljande hittills i karriären. Luminescence debuterade på trettionde plats och certifierades snabbt med guldstatus för en försäljning av 100 000 exemplar i Frankrike. I Indonesien blev albumet en ytterligare listetta för Anggun och certifierades femfaldig platina för sin försäljning i landet. I Italien tog sig Luminescence till en 27:e plats. I många länder gavs albumets singlar ut i en annan ordning än i Centraleuropa. Låten "Undress Me" gavs ut som albumets första singel i flera länder och blev en ytterligare hit för Anggun, trots att ingen musikvideo spelades in. I Indonesien tog sig låten till en sjätteplats och i Turkiet blev låten Angguns första listetta på landets singellista. I Italien blev låten sångerskans femte topp-tjugo hit. Den tredje singeln, "Saviour", blev också filmmusik till den amerikanska actionfilmen Transporter 2. Låten blev en topp-tio hit i Belgien och hade höga listpositioner i flera europeiska länder.
Anggun tilldelades det prestigefyllda priset Ordre des Arts et des Lettres av Frankrikes kulturminister för sina internationella framgångar och stöd till den franska kulturen. Hon fick tjänsten som talesperson för International Year of Microcredit, ett FN-samarbete för att minska fattigdomen i den tredje världen. Hon blev också frontfigur för det schweiziska klockmärket Audemars Piguet. Under samma period spelade hon in flera singlar vars vinst skänktes till välgörande ändamål. Låten "Et puis la terre (A.S.I.E.)" nådde andraplatsen i Frankrike och Belgien samt blev en topp-tio hit i Schweiz. Tillsammans med flera andra franska artister spelade hon in låten "L'or de nos vie", vars vinst skänktes till forskning om AIDS, och låten nådde en femteplats i Frankrike. Anggun spelade in en duett med Peter Gabriel till välgörenhetsalbumet Genesis och hon spelade även in låten "All of You" med Julio Iglesias till hans album Romantic Classics.
I augusti 2006 spelade Anggun in nya låtar till en återutgivning av Luminescence. Den nya versionen fick Anggun att hoppa 103 platser (från plats 119 till plats 16) på albumlistan, vilket gjorde albumet till sångerskans mest framgångsrika utgivning sedan Snow on the Sahara 1997. Det nyinspelade spåret "I'll Be Alright" blev sångerskans sjätte topp-trettio singel på Frankrikes singellista och klättrade till en förstaplats i Indonesien; låten blev även Angguns första singel att ta sig in på Rysslands singellista. Ytterligare en singel gavs ut från den nya versionen av Luminescence, "A Crime", som nådde en andraplats i Indonesien. I december samma år släpptes samlingsalbumet Best of Anggun i Indonesien, Malaysia och Japan. Albumet innehöll alla hennes tidigare hits och flera av hennes gamla indonesiska hits i nya versioner. "Mimpi", en av hennes låtar från 1990-talet, gavs ut som huvudsingeln från samlingen och blev en superhit som låg på toppen av försäljningslistorna under slutet av 2006 till långt in på 2007. Samlingen gavs även ut i Italien med låten "I'll Be Alright" som huvudsingel. Hon var även gästartist på Reamonns singel "Tonight" och på välgörenhetssingeln "Pour que tu sois libre" tillsammans med flera andra franska sångerskor. I slutet av året mottog Anggun den speciella utmärkelsen Best International Artist vid Anugerah Musik Indonesia, vilket är Indonesiens största prisceremoni. Priset tilldelades Anggun på grund av hennes introducerande av indonesiskt artisteri och musik på den internationella musikmarknaden.

### Moderskap ochElevation(2007–2010)

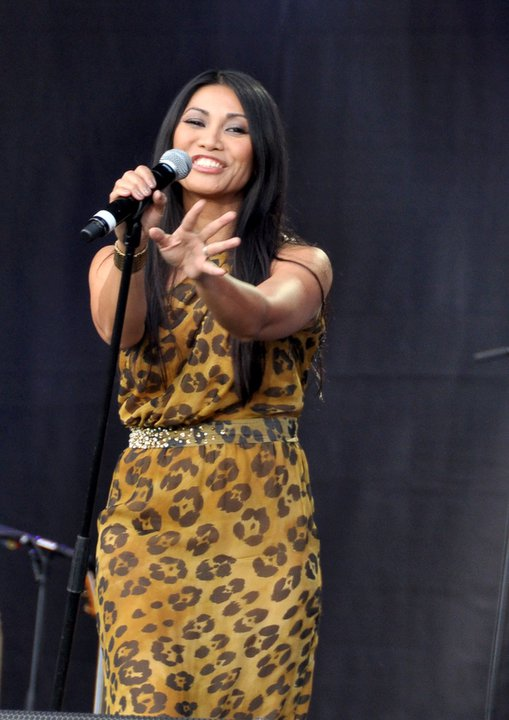
Anggun under en konsert gällande SOS Racisme den 14 juli 2011.

Efter att hennes äktenskap med  Olivier Maury tog slut 2006 började sångerskan att gå ut med den franske låtskrivaren Cyril Montana, som hon senare kom att gifta sig med. Anggun födde sitt första barn, dottern Kirana Cipta Montana, den 8 november 2007. Under året deltog Anggun i flera miljöprojekt. Hon var berättarröst till den franska versionen av BBC:s TV-dokumentär Earth (kallad Un jour sur terre) och sjöng soundtracksingeln "Un jour sur terre". Hon utsågs till ambassadör med titeln Marraine des Prix Micro-Environnement av Frankrikes ekologiminister och National Geographic. Anggun tilldelades priset Le Grand Cœur de l'année för sitt arbete med miljöprojekt i Frankrike. I december 2007 bjöds hon återigen till Vatikanens julkonsert i Verona, Italien där andra gäster var bland annat Michael Bolton och Akon. Hon var även på besök i Monaco vid 2008 års World Music Awards, under vilket hon uppträdde tillsammans med den franske DJ:n Laurent Wolf på hans låt "No Stress". Uppträdandet hyllades och versionen med Anggun blev så populär att Wolf inkluderade den på sitt album Wash My World.
2008 började sångerskan på ett nytt album, vars innehåll nu bestod av hiphop och R&B. Albumet komponerades till största del av hiphop-duon Tefa & Masta och innefattade artistsamarbeten med rapparna Pras, Sinik och Big Ali. Anggun förflyttades från Sony BMG till det något mindre bolaget Warner Music. Under mitten av 2008 debuterade hon sin nya singel "Crazy" från det kommande fjärde studioalbumet Elevation. I sångerskans hemland tog sig låten till förstaplatsen på singellistan. På alla andra internationella territorier misslyckades "Crazy" att ta sig in på några singellistor, vilket gör låten till sångerskans hittills mest misslyckade huvudsingel. Elevation gavs ut i slutet av året och blev en ytterligare listetta i Indonesien. Redan innan den officiella utgivningen hade albumet certifierats dubbel platina, vilket gör den till Angguns snabbaste säljande album hittills i karriären. I övriga delar av världen tog sig albumet aldrig in på några albumlistor, med undantag av Frankrike där den nådde topp fyrtio och sålde minimala 8 630 exemplar. I Ryssland gavs albumet ut med en ytterligare låt, "О нас с тобой", som spelades in som duett med ryssen Max Lorens. Albumets andra singel, "My Man" misslyckades att ta sig in på några singellistor, varpå Warner avslutade ytterligare marknadsföring av albumet.
Angguns fyra år långa arbete som frontfigur för Audemars Piguet förlängdes i början av 2009. Hon valdes också som omslagsmodell till det internationella hårföretaget Pantene och mjölkföretaget Anlene på Nya Zeeland. Den 16 oktober 2009 utsågs Anggun som Goodwill Ambassador för FN:s livsmedels- och jordbruksorganisation. Sångerskan var detta år även domare för Miss Frankrike. Under första kvartalet 2010 spelade Anggun in en duett, "Chama por me (Call My Name)", med den portugisiske sångaren Mickael Carreira och de uppträdde tillsammans i Lissabon, Portugal den 26 februari detta år. Hon samarbetade senare med det tyska bandet Schiller, där hon skrev och sjöng på två låtar: "Always You" och "Blind", till deras album Atemlos. Anggun var även gästartist på Schillers nationella turné, Atemlos Tour, som besökte fjorton tyska städer i maj samma år.

### Echoesoch Eurovision Song Contest (2011–idag)

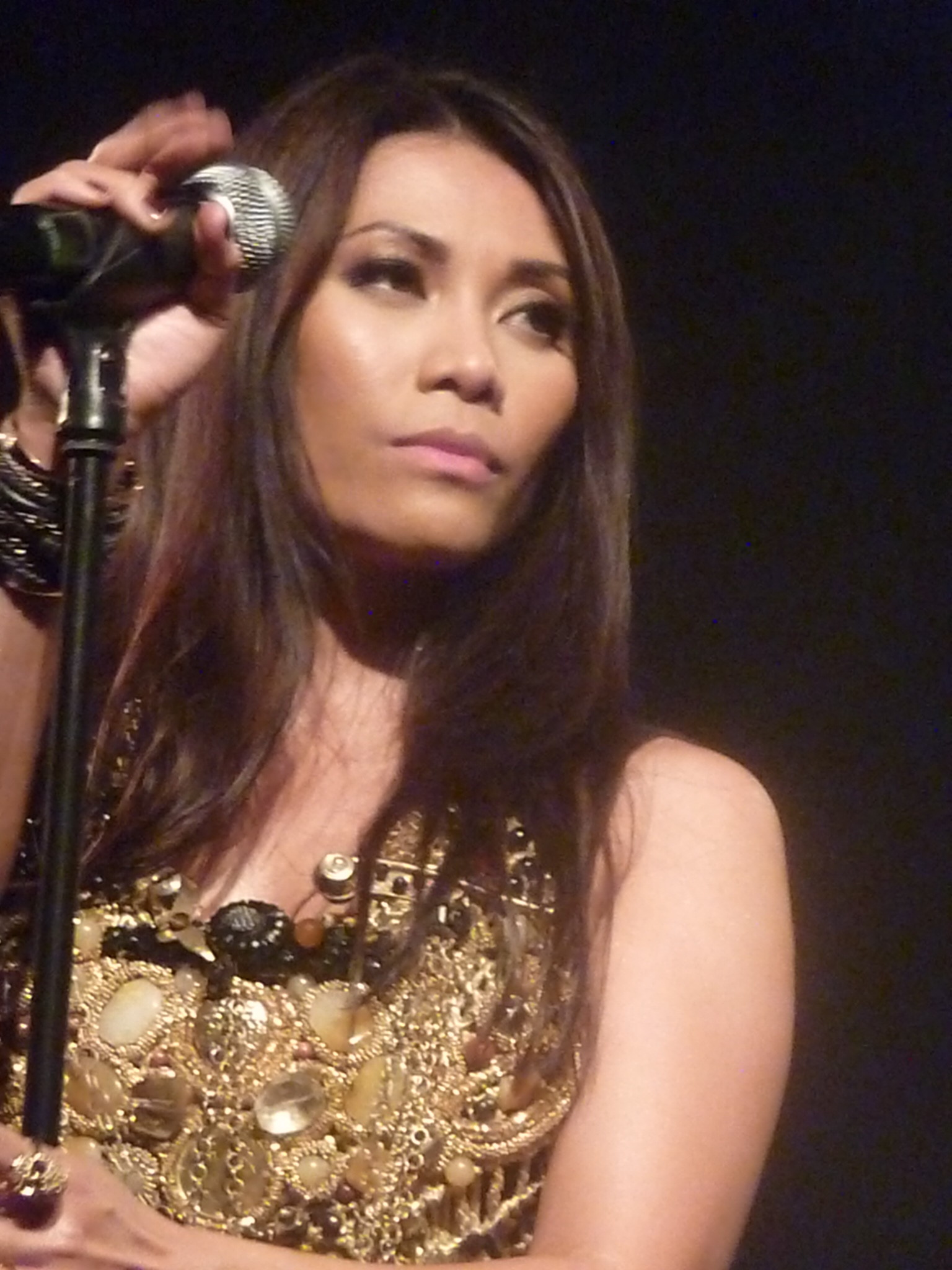
Anggun under en konsert vid Le Trianon i Paris den 13 juni 2012.

I mars 2011 avslöjade Anggun att titeln på hennes femte studioalbum var Echoes och albumet utmärkte sångerskans första självkomponerade projekt. Hon hjälptes av musikerna Gioacchino, Pierre Jaconelli, Jean-Pierre Pilot och William Rousseau. Inför lanseringen lämnade sångerskan Heben Music och grundade ett nytt skivbolag, April Earth; Warner äger dock fortfarande rättigheterna till att distribuera Angguns album i Europa och Sony Music på den asiatiska marknaden. Echoes släpptes i maj 2011 och debuterade på förstaplatsen i Indonesien. Albumet certifierades platina en vecka efter lanseringen och blev det bästsäljande popalbumet under hela året och certifierades senare fyrfaldig platina. I Europa tog sig albumet till topp-fyrtio i Frankrike, men kom aldrig in på några andra albumlistor i andra länder. Albumets huvudsingel var "Only Love" som tog sig till förstaplatsen i Indonesien och en 37:e plats i Belgien. Den andra singeln, "Je Partirai", blev Angguns tredje topp-tio singel i Belgien. Anggun höll sin andra stora konsert, kallad Konser Kilau Anggun, i Jakarta Convention Center, Indonesien den 27 november 2011. Hon uppträdde också för tredje gången vid Vatikanens julkonsert där hon sjöng singeln "Only Love" och "Have Yourself a Merry Little Christmas" tillsammans med Ronan Keating.
Anggun valdes att representera Frankrike i Eurovision Song Contest 2012 som hölls i Baku, Azerbajdzjan den 26 maj 2012. Hennes bidrag var poplåten "Echo (You and I)", som senare inkluderades på återutgivningen av Echoes; "Echo (You and I)" framfördes på både franska och engelska. I finalen kom hon på en 22:a plats med totalt 21 poäng. Anggun uppgavs vara djupt besviken på resultatet, då hon hade hoppats komma med i topp-tio. Hon turnerade sedan återigen med Schiller i Tyskland mellan november och december 2012. Vid World Music Awards 2013 nominerades Anggun i tre kategorier: World's Best Female Artist, World's Best Live Act och World's Best Entertainer of the Year. Tidigt under 2013 medverkade hon som domare i den indonesiska versionen av The X Factor, för vilket hon prisades av både kritiker och publik.
I maj 2013 släpptes samlingsalbumet Best-Of: Design of a Decade 2003–2013, som innehöll en ny version av låten "Snow on the Sahara". Vid den italienska filmfestivalen Taormina Film Fest 2013 fick Anggun mottaga Taormina Special Award för sitt humanitära arbete.

## Diskografi
| Studioalbum - Dunia Aku Punya (1986) - Anak Putih Abu Abu (1991) - Nocturno (1992) - Anggun C. Sasmi... Lah!!! (1993) - Snow on the Sahara (1997) (kallat Au nom de la lune på franska) - Chrysalis (2000) (kallat Désirs contraires på franska) - Luminescence (2005) - Elevation (2008) (kallat Élévation på franska) - Echoes (2011) (kallat Échos på franska) - Toujours un ailleurs (2015) - 8 (2017) | Samlingsalbum - Mimpi (1990) - Tua Tua Keladi (1990) - Takut (1990) - Yang Hilang (1994) - Best of Anggun (2007) - Best-Of: Design of a Decade 2003–2013 (2013) |

## Filmografi
| TV-serier | TV-serier                         | TV-serier     | TV-serier |
| År        | Serie                             | Roll          |           |
| --------- | --------------------------------- | ------------- | --------- |
| 2010      | Raped by Saitan (Diperkosa setan) |               |           |
| 2010      | Ces amours-là                     | Som sig själv |           |